# Karl Ziebarth
Karl (Carl) Ziebarth (* 9. Juni 1836 in Heiligenstadt; † 17. Oktober 1899 in Göttingen) war ein deutscher Rechtswissenschaftler und Hochschullehrer.

## Leben
Karl Ziebarth begann im Wintersemester 1850/51 sein Jurastudium in Göttingen; hier trat er in die Burschenschaft Hannovera ein. Das Studium setzte er an der Universität Heidelberg sowie an der Universität Berlin fort. Nach bestandenem Referendar- und Assessorexamen war er zunächst unbesoldeter Assessor bei den Staatsanwaltschaften Berlin, Erfurt und Spremberg (Lausitz), ehe er 1865 zum Staatsanwaltsgehilfen bei der Staatsanwaltschaft am Oberappellationsgericht Frankfurt/Oder ernannt wurde; sein älteste Sohn Erich Ziebarth wurde hier geboren. Die Universität Halle verlieh ihm 1866 die Würde eines Dr. jur.  
1869 erfolgte unter Ernennung zum Gerichtsrat seine Versetzung an das Obergericht Göttingen. Hier habilitierte er sich und wurde alsbald Privatdozent. Im Jahre 1872 ernannte man ihn zum ordentlichen Professor für Prozess- und Strafrecht. Etliche Berufungen an andere Universitäten lehnte er ebenso ab wie eine Versetzung in das Justizministerium des Königreichs Preußen. Er erklärte sich aber bereit, von 1882 bis 1892 als Lehrbeauftragter Vorlesungen über Rechtskunde an der damaligen Königlich Preußischen Forstakademie Hannoversch Münden zu halten. Aus dieser Tätigkeit entstand sein Buch „Das Forstrecht“, das über Jahrzehnte das überragende Standardwerk auf diesem Rechtsgebiet bleiben sollte.

## Veröffentlichungen
- Karl Ziebarth: Die Realexecution und die Obligation. Mit besonderer Rücksicht auf die Miete erörtert nach römischem und deutschem Recht im Vergleich zu dem preußischen. Halle: Verlag der Buchhandlung des Waisenhauses, 1866
- Karl Ziebarth: Die Reform des Grundbuchrechts. Kritik der preußischen Gesetzentwürfe über Grundeigenthum und Hypothekenrecht, Halle: Verlag der Buchhandlung des Waisenhauses, 1870
- Karl Ziebarth: Das Forstrecht. Institutionen des preußischen und deutschen Civilrechts, Verwaltungsrechts, Strafrechts, Prozeßrechts in besonderer Beziehung auf das Forstwesen. Berlin: Verlag von Paul Parey, 1889

## Ehrungen
- 1887 Verleihung des Titels „Geheimer Justizrat“